# Familie Putz

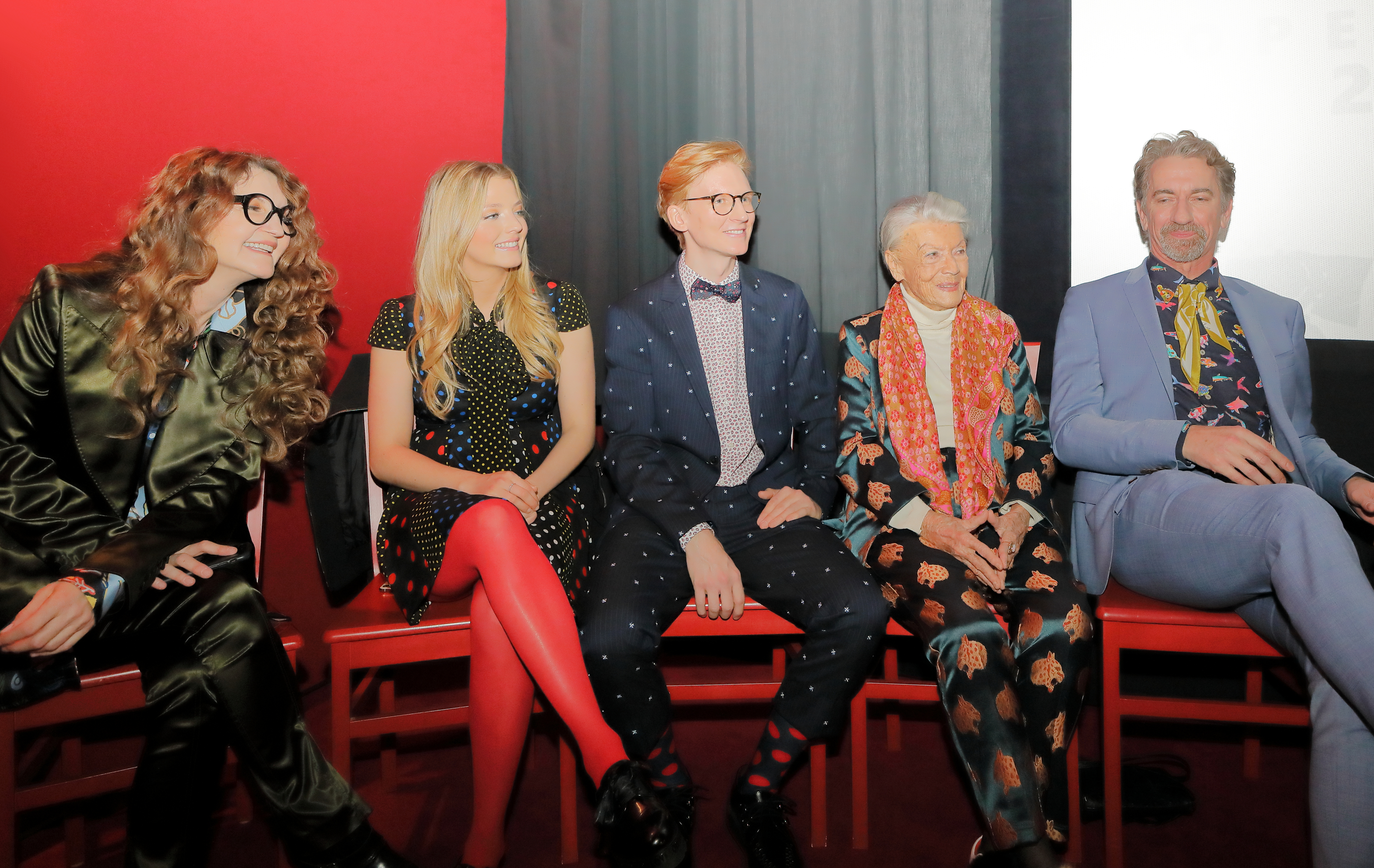
Familie Putz (2019)

Die Familie Putz ist eine fiktive Familie, die seit 1999 in Österreich für das österreichische Möbelhaus XXXLutz wirbt. Sie ist eine Kreation der Werbeagentur Demner, Merlicek & Bergmann.

## Gestaltung und Zusammensetzung
Die einzelnen Spots der Serie sind derart gestaltet, dass aktuelle Ereignisse oder bekannte bzw. berühmte Personen persifliert, Musicals, klassische Werke nachgespielt oder Schlager interpretiert werden.
Der Name und die Zusammensetzung der Familie erinnert stark an die ehemalige Fernsehsendung Familie Petz des aus dem Kasperl bekannten Pezi (hier Putzi), nur dass es statt eines Großvaters eine Oma gibt.
Die Familie Putz konnte im Lauf der Jahre in Österreich einen sehr hohen Bekanntheitsgrad und sogar einen gewissen Kultstatus erwerben. Andererseits gibt es auch heftige Ablehnung gegen diese Art der Werbung. Der in den Spots verwendete Satz „Oiso i find des supa“ stammt nach eigener Aussage von Sigi Maron und wurde im Zuge von ORF-Dreharbeiten aufgenommen.

## Geschichte
1999 wurde die Familie von der Agentur Demner, Merlicek & Bergmann im Auftrag des österreichischen Möbelhauses XXXLutz ins Leben gerufen. Ursprünglich war eine einjährige Kampagne im Stil einer Sitcom geplant, doch nach mehreren Adaptierungen wurden daraus in 20 Jahren 250 Fernseh- und 1100 Radio-Spots, die über 50 Mio. Euro gekostet haben. Sämtliche Fernseh- und Radiospots, die innerhalb eines Jahres zum Einsatz kommen, werden an nur 6 Drehtagen aufgenommen.
Die Werbeagentur erhielt für die Kreation den Staatspreis Marketing 2004.
2007 übernahm die Familie Putz eine Partnerschaft für die Kindernothilfe, entsprechend der sonstigen Gepflogenheit einer Patenschaft von „realen“ Persönlichkeiten. Auch für die Aktion Licht ins Dunkel wurden gemeinsame Essen mit der fiktiven Familie versteigert.
Im Jahr 2008 wurde die Werbung mit der Familie Putz zur zweitbeliebtesten hinter der Spar-Werbung mit Mirjam Weichselbraun gekürt. Außerdem wurde im gleichen Jahr ein Spot mit einer Persiflage des Klassikers Dinner for One produziert. Dieser wird bis jetzt, wie das Vorbild, regelmäßig zum Jahreswechsel am Silvestertag gesendet.
Ende 2009 wurde die bis dahin vierköpfige Werbefamilie um ein fünftes Familienmitglied erweitert: Ixi, die Freundin von Putzi Putz.
Im Februar 2010 wurde Trude Fukar (1920–2012) als Oma durch Zdenka Hartmann-Procházková (1926–2021) ersetzt, die schon zuvor als deren Double eingesetzt wurde. Im Dezember 2020 wurde Hartmann-Procházková durch Viktoria Brams ersetzt.
Im Herbst 2017 gab es Proteste gegen die Kampagne „Das sind die Zehn Gebote des XXXLutz“. Einerseits wären religiöse Gefühle verletzt worden, andererseits kam in einem Spot die als „seniorenfeindlich“ kritisierte Drohung „Spar dir den Kommentar, sonst kommst du ins Heim.“ vor. Daraufhin wurde dieser Satz entfernt bzw. der Titel in „… Zehn Angebote …“ geändert. Die Agentur berief sich darauf, nicht die Bibel, sondern den Film Das Leben des Brian zu zitieren.
Im Februar 2024 drehte die Familie Putz an fünf Drehtagen sechs TV-Spots und einen rund 20-minütigen Film in Kalifornien, der im April 2024 im Wiener Stadtkino und auf Puls 4 gezeigt wurde. Drehorte waren dabei Hollywood beim Hollywood Sign, der Hollywood Walk of Fame, der Santa Monica State Beach, Los Angeles und die Mojave-Wüste. Als Regisseur fungierte Christopher Schier; Kameramann war Thomas Kiennast.

## Darsteller

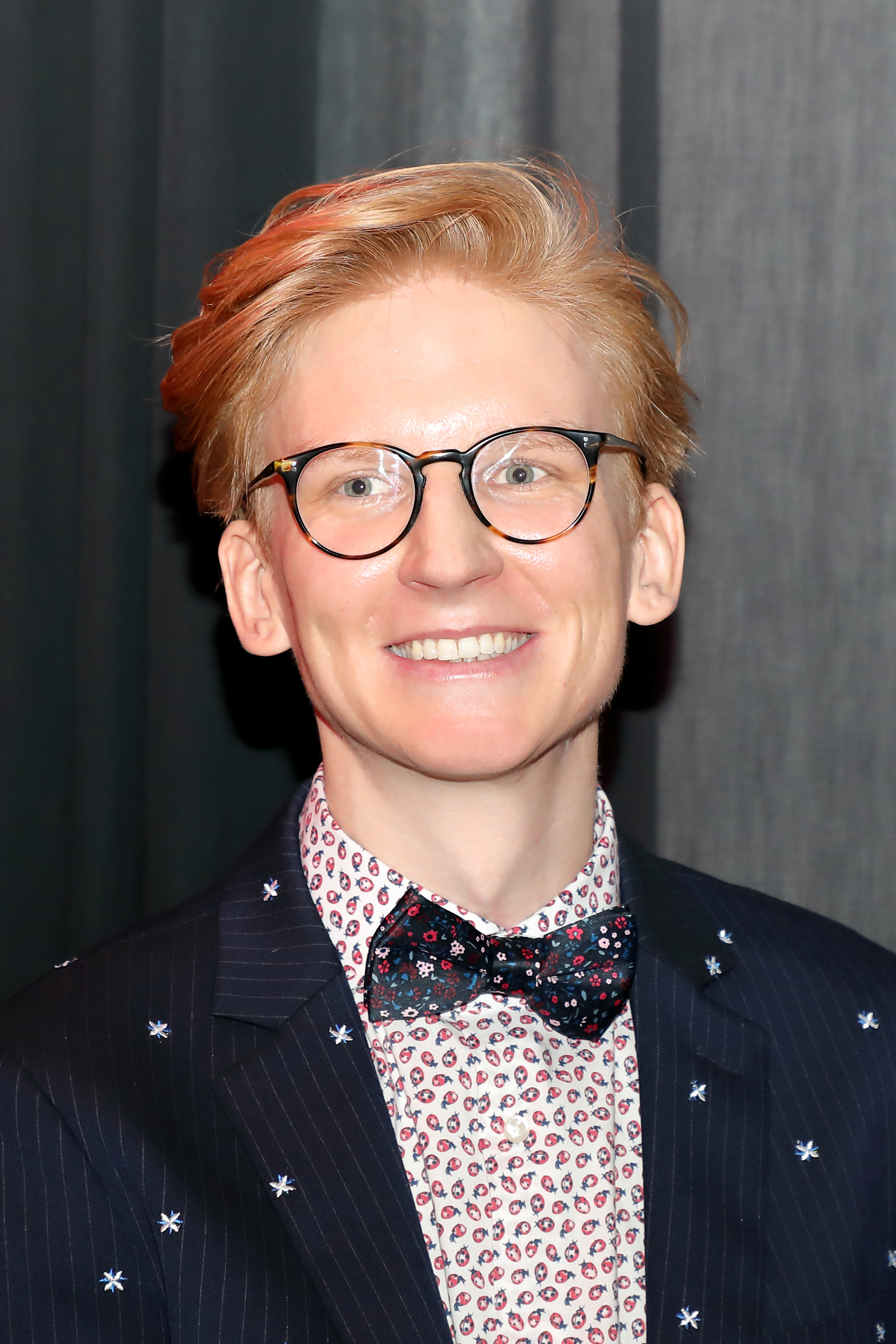
Putzi Putz (Stephan Bauer)
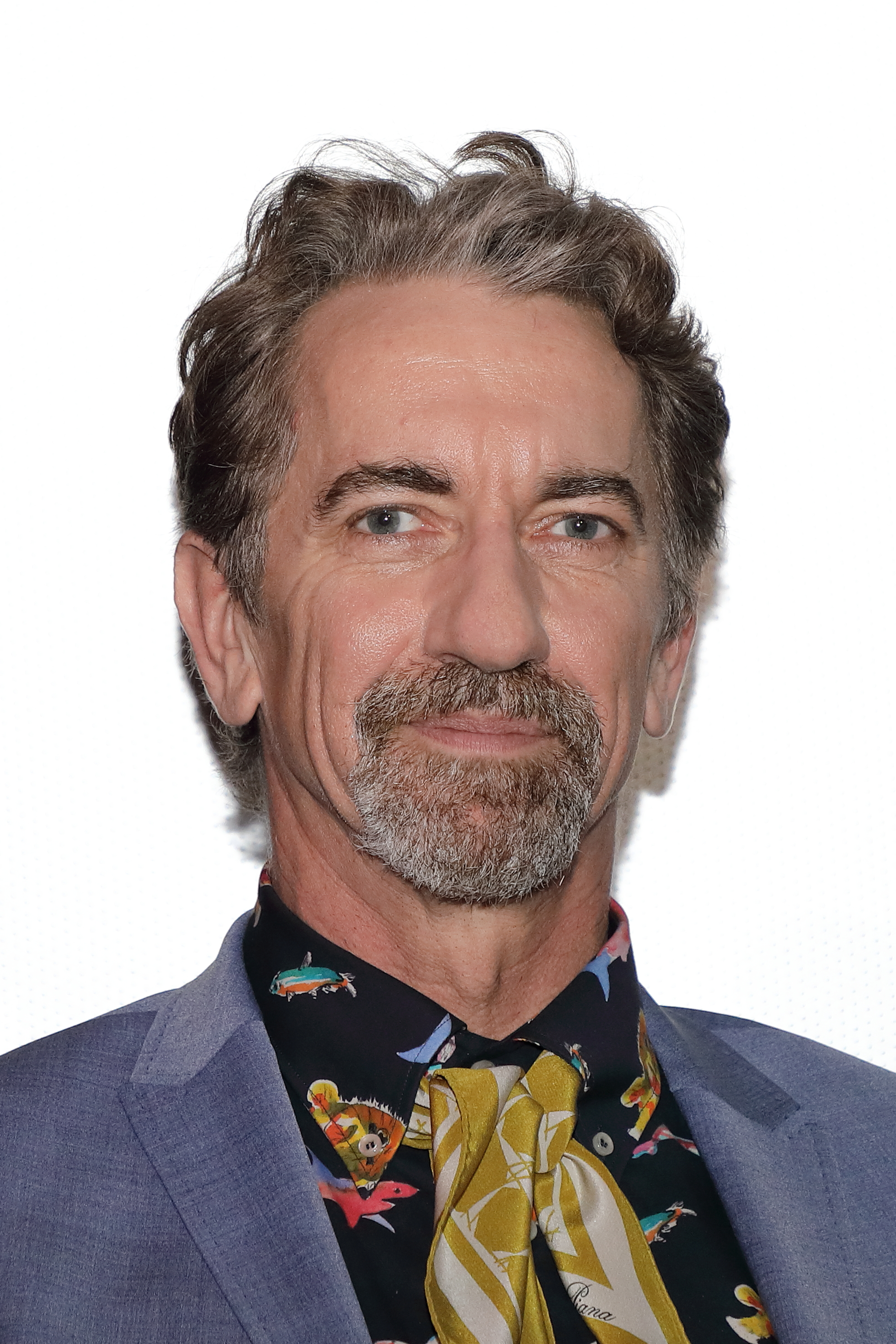
Papa Max Putz (Hubert Wolf)
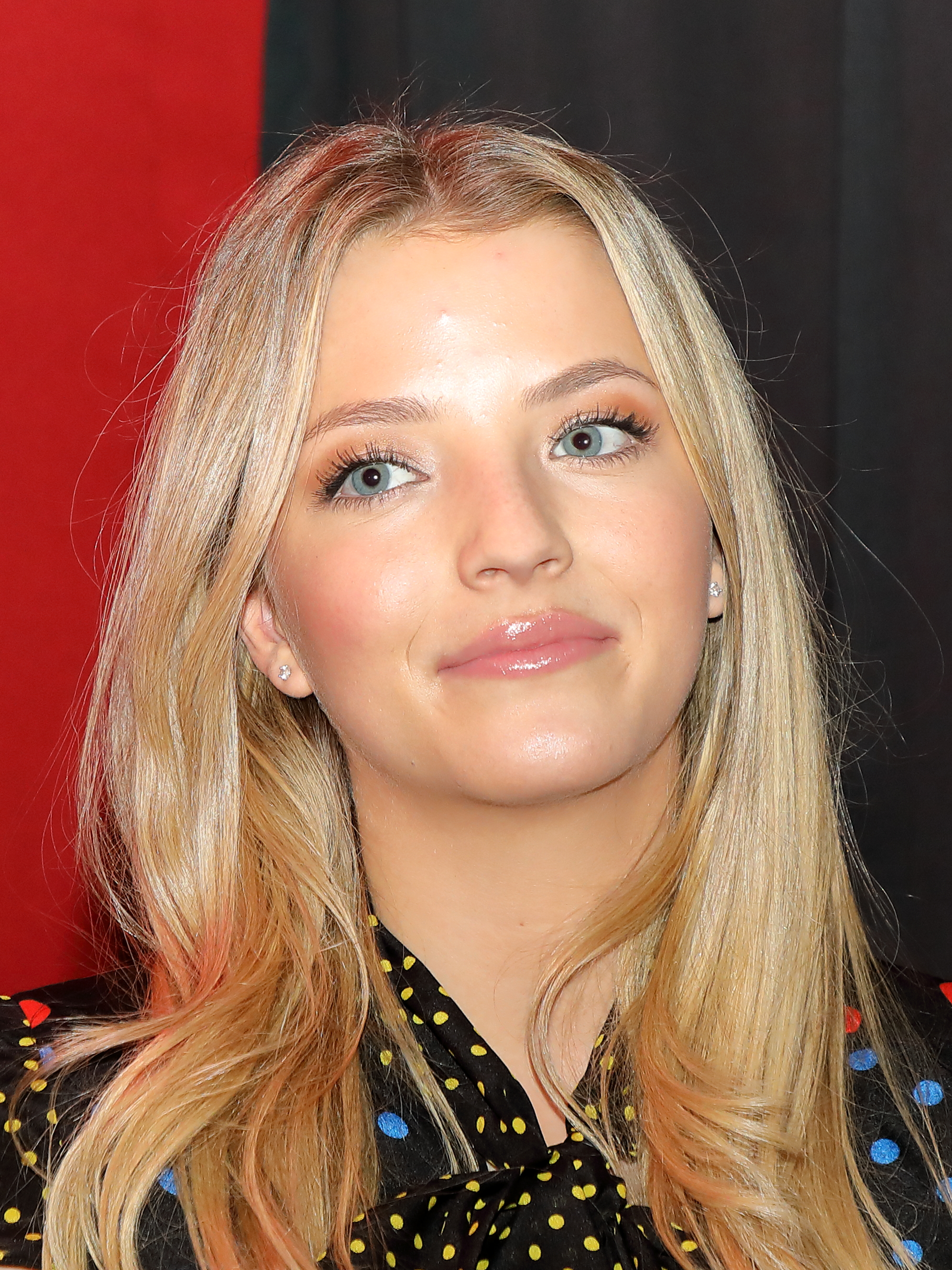
Ixi Putz (Chiara Pisati)
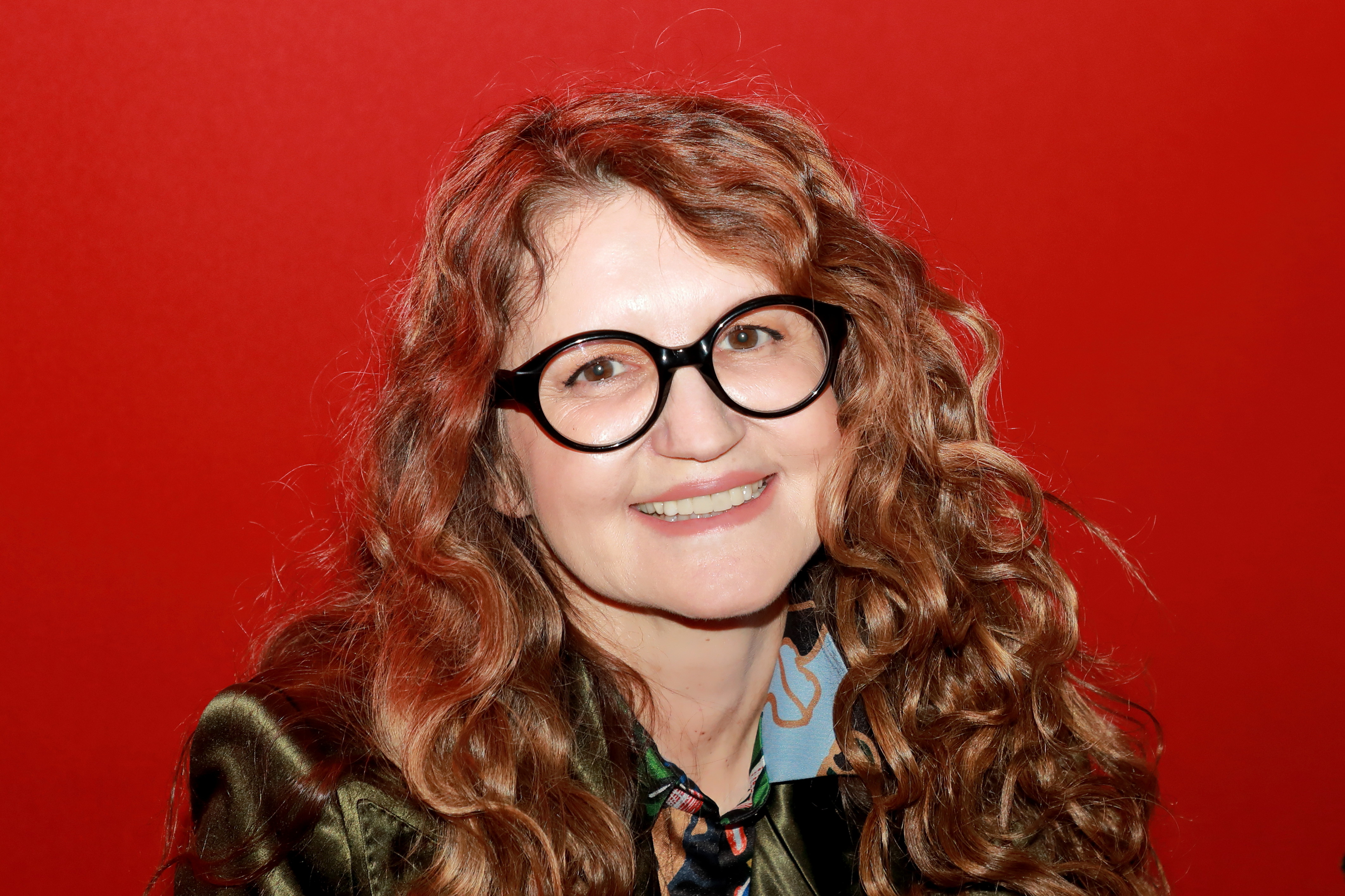
Mama Linda Putz (Cécile Nordegg)

- Viktoria Brams – Oma Putz (seit Dezember 2020)
- Hubert Wolf – Papa Max Putz
- Cécile Nordegg – Mama Linda Putz
- Stephan Bauer – Putzi Putz
- Chiara Pisati – Ixi Putz

### Ehemalige Darsteller
- Trude Fukar – Oma Putz (bis zum krankheitsbedingten Ausscheiden 2010; verstorben am 8. Juni 2012)[21]
- Zdenka Hartmann-Procházková – Oma Putz (Double, seit Februar 2010 regulär bis Dezember 2020; verstorben am 25. August 2021)[22][23]